# Nuage de points (statistique)
Pour les articles homonymes, voir Nuage de points (géométrie).

Le nuage de points (en bleu) peut être modélisé par une droite de régression (en rouge).

En statistiques, un nuage de points est une représentation graphique de données généralement nombreuses, éventuellement interprétable par l'identification de relations, répartitions plus ou moins homogènes, pouvant correspondre à l'application d'une loi normale.